# Святочные гадания

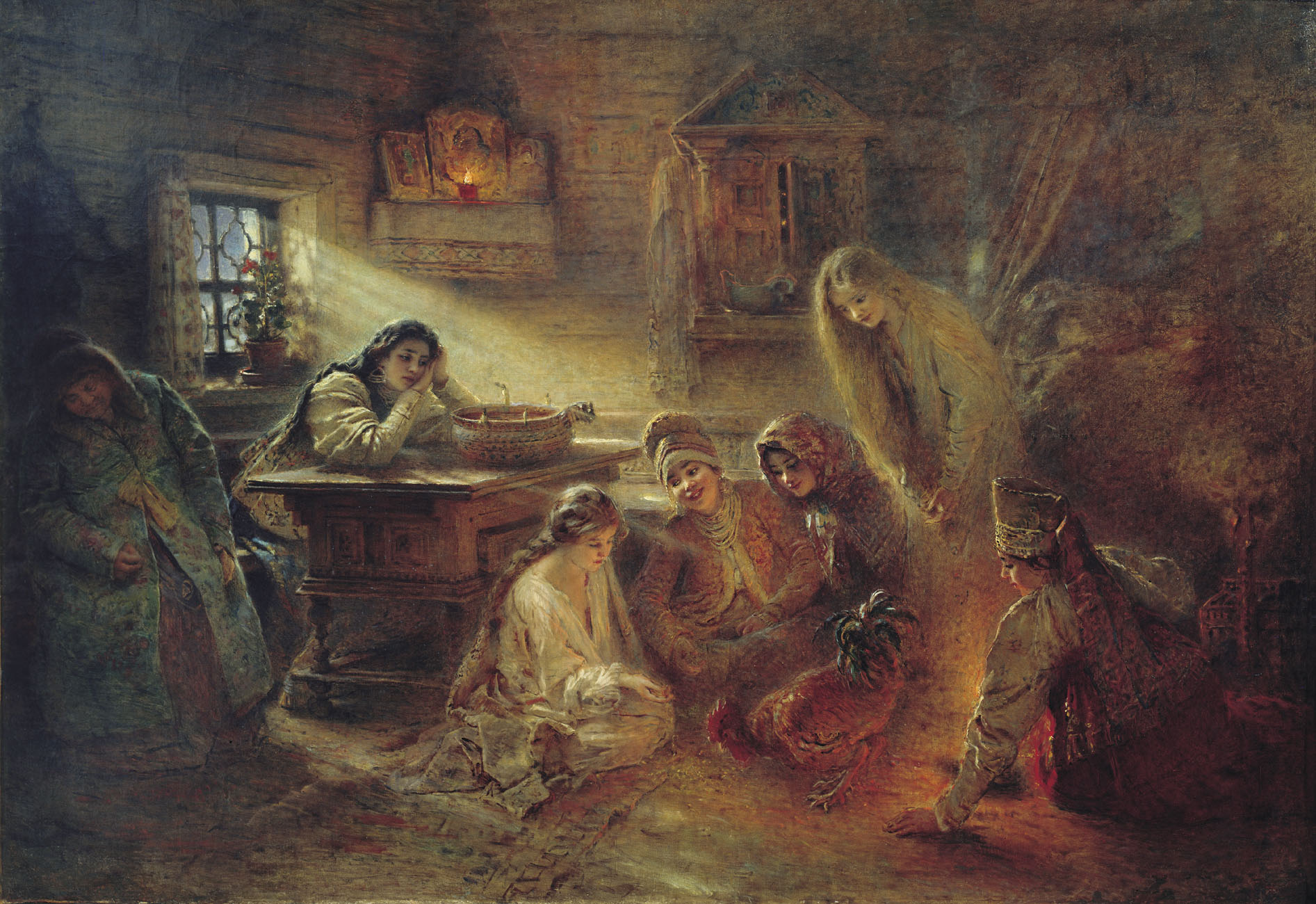
К. Е. Маковский. «Святочные гадания». 1900-е.

Святочные гадания — гадания у славянских народов, хронологически связанные с периодом зимних святок (с Рождественского сочельника по Крещение).
Наиболее благоприятным временем для гадания у восточных славян считались Рождественский, Васильевский и Крещенский вечера — переломные, наиболее опасные, пограничные периоды, когда святочная нечисть особенно сильна.

## Особенности
В отличие от гаданий в другие календарные периоды, гадания на Святки носили самостоятельный характер: они были изолированы от других обрядов, совершаемых в это время.
В святочных гаданиях присутствовали две основные темы: гадания об урожае и судьбе (своей и всей семьи) в наступающем году.
Гадания были одним из главных девичьих развлечений на Святки, так как многие девушки, ожидая замужества, хотели заглянуть в будущее и, хоть с помощью нечистой силы, узнать, кого судьба пошлёт ей в мужья, и какая жизнь ожидает её впереди с этим неведомым мужем.
О гаданиях этого календарного периода писали В. А. Жуковский в балладе «Светлана», А. С. Пушкин в романе в стихах «Евгений Онегин» и Л. Н. Толстой в романе-эпопее «Война и мир».

## Некоторые способы гаданий

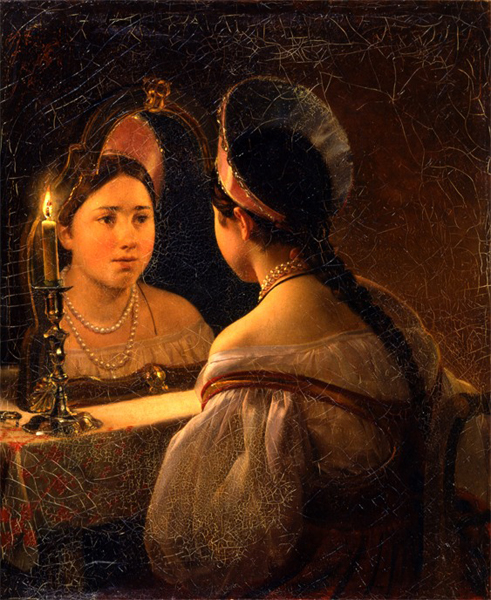
Гадание с зеркалами

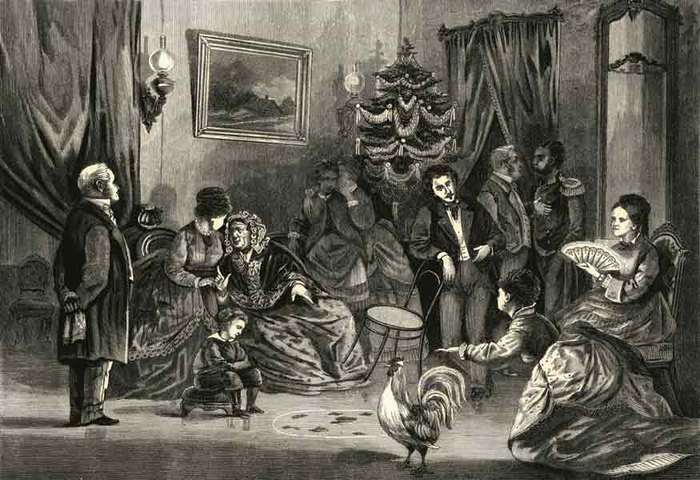
Гадание с петухом

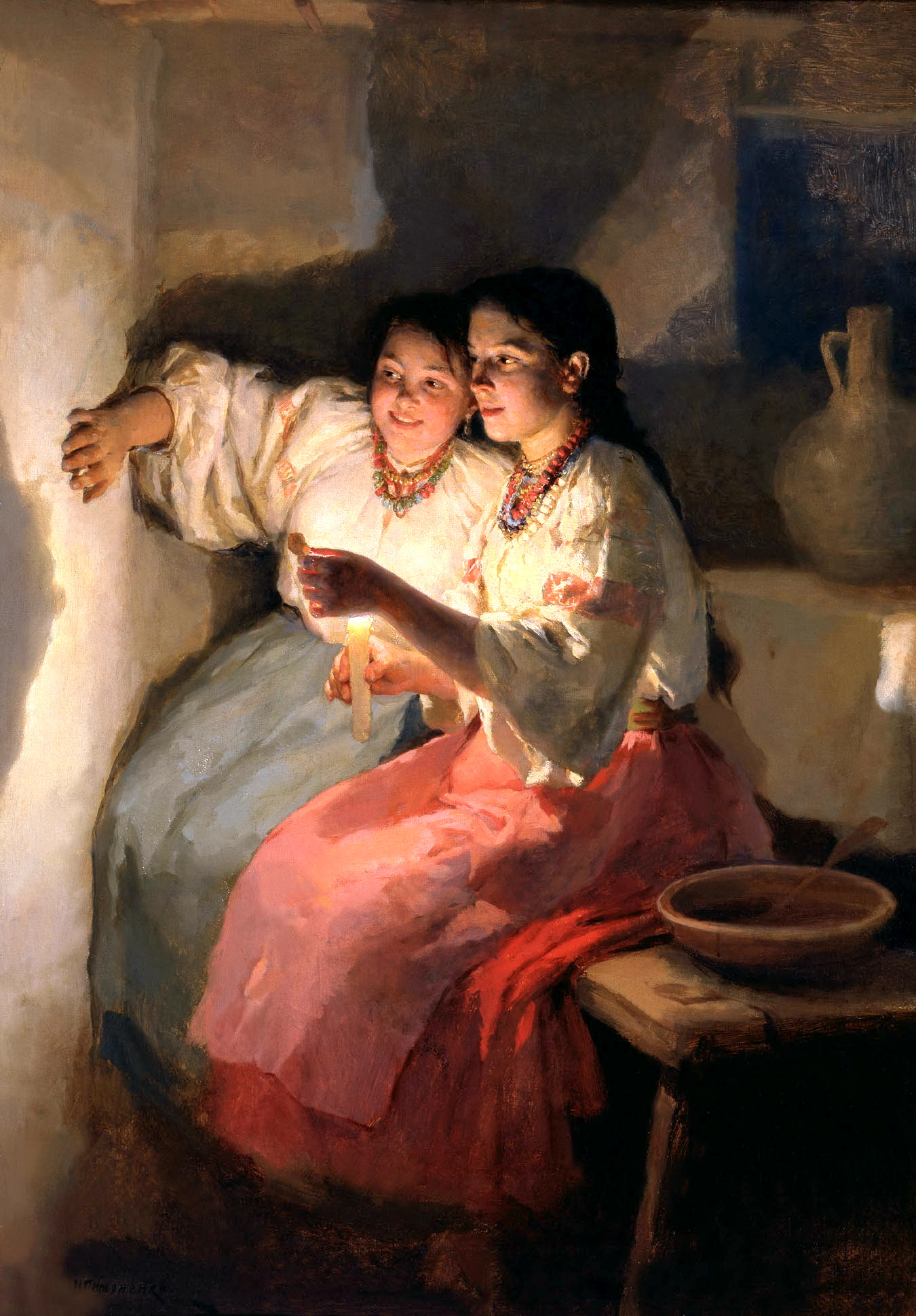
Гадание о судьбе по теням

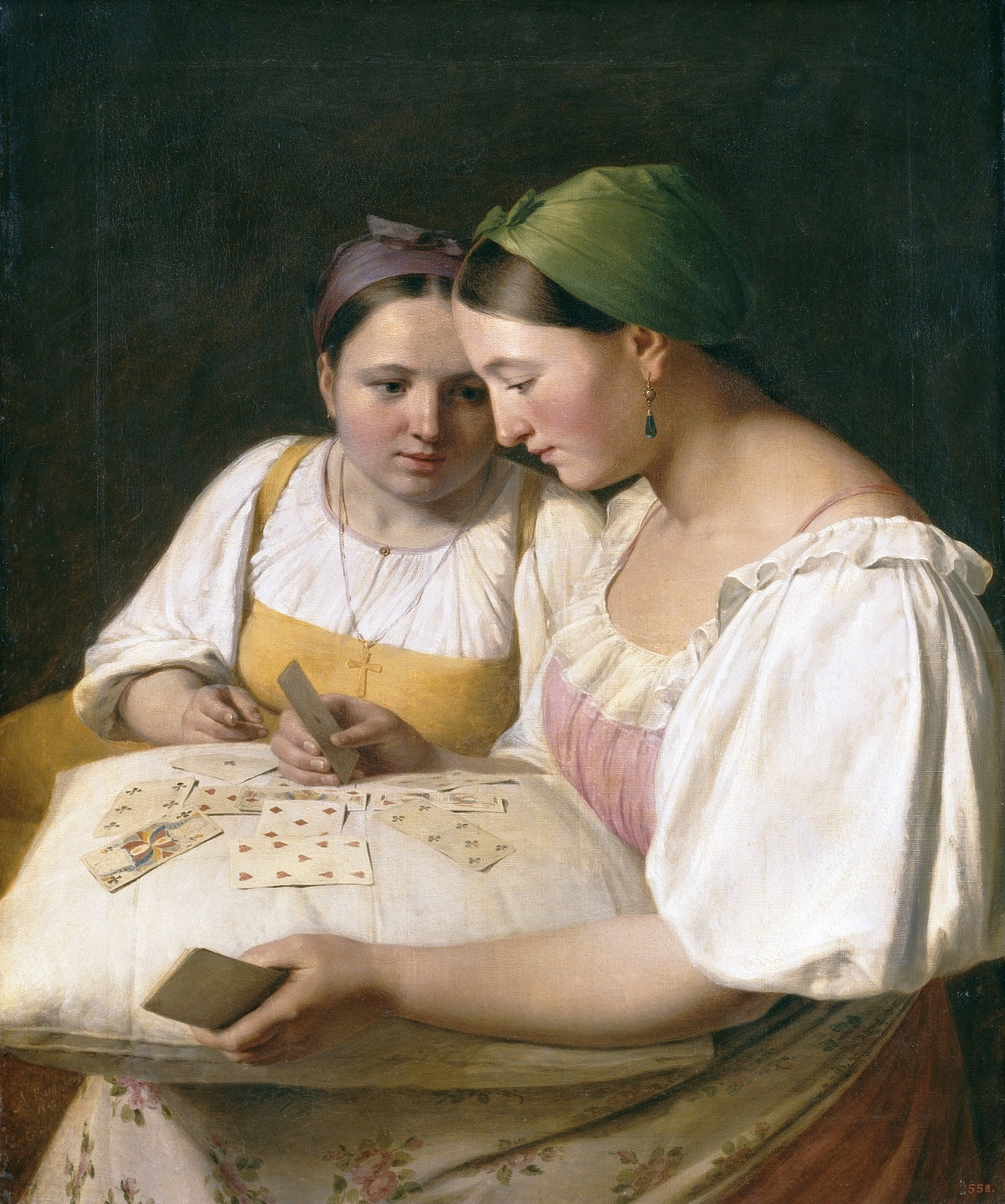
Гадание на картах

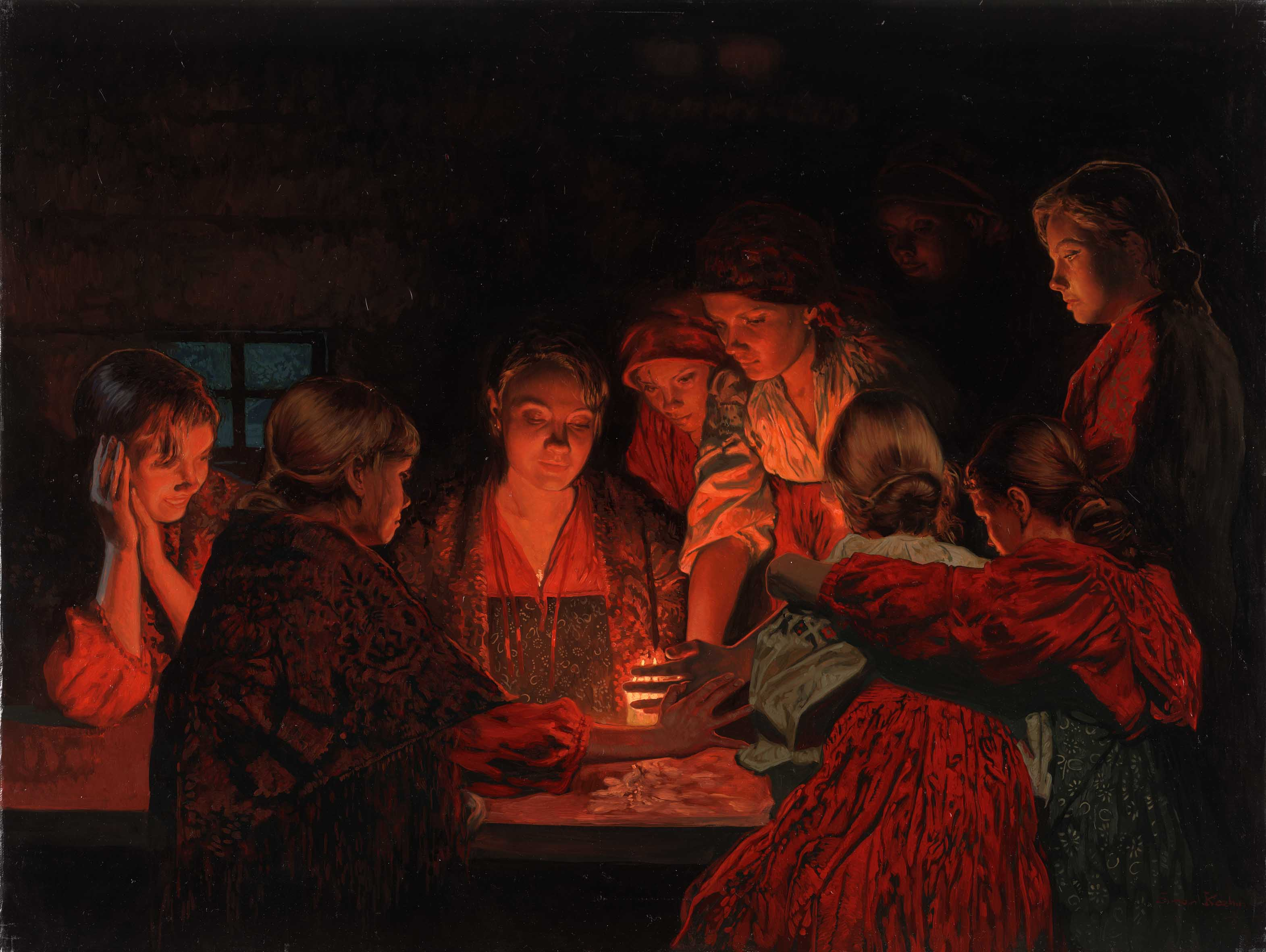
Гадание на воске

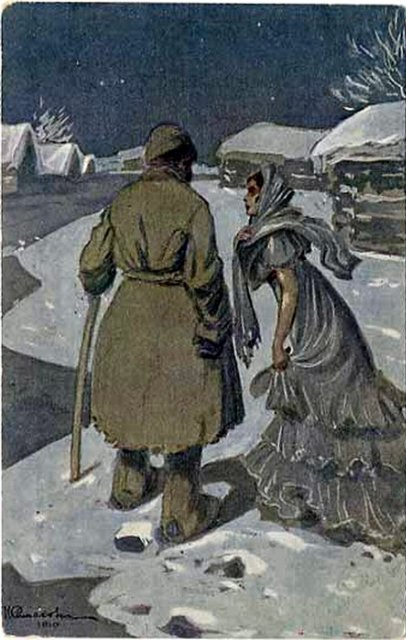
Окликание прохожих

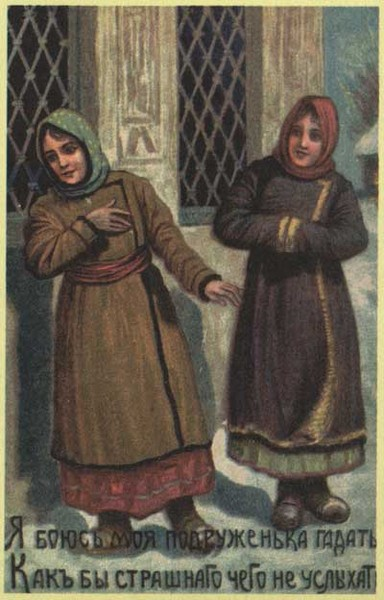
Подслушивание

Гадание (с валенком) на «сторону», в какую выйдешь замуж
Это наиболее известный и распространённый вид гадания. Девушки поочередно бросают валенок (сапог, туфельку) на дорогу и по направлению «носка» валенка узнают сторону, в какую выйдут замуж.
Гадание с чулком
Перед тем, как лечь спать, девушка надевает на правую ногу чулок и приговаривает: «Суженый-ряженый, приходи сегодня меня разувать!». Согласно поверью, кто из мужчин приснится в эту ночь, тот и будет мужем гадающей.
Гадание с зеркалами на вызывание образа будущего жениха
Это хорошо известное из литературы гадание. Девушка садится в темноте между двумя зеркалами, зажигает свечи и начинает вглядываться в «галерею отражений», надеясь увидеть своего жениха. Лучшим временем для этого гадания считается полночь.
Гадание (со сжиганием нити) на быстроту и очерёдность выхода замуж
Оно заключается в том, что девушки отрезают нити одинаковой длины и поджигают их. У кого вперед догорит нитка, тот первый окажется замужем. Если нитка потухла сразу и меньше половины сгорело, то замуж не выйдешь.
пол
С кольцом или иглой проделывают определенные действия (кольцо опускают в стакан с водой, иглой протыкают шерстяную ткань), затем, подвешенное на волоске или нитке, медленно опускают возле руки того, на кого гадают. Если предмет (кольцо, игла) начнет совершать круговые движения — родится девочка (реже — мальчик), если маятникообразные — мальчик (реже — девочка), если предмет не движется — детей не будет.
Гадание с петухом (курицей)
В одну тарелку насыпается зерно (или кладутся деньги), в другую наливается вода, рядом кладется зеркало, иногда приносится курица. Петух, подошедший к зеркалу, символизирует красоту и нежность будущего жениха, подошедший к зерну или деньгам — его богатство, к воде — склонность к пьянству, если петух подходит к курице, значит, жених будет «бабником».
Гадание о судьбе по теням
Этот вид гадания в силу своей простоты весьма распространен в современной девичьей среде. Девушка поджигает смятый ею бумажный лист, а затем рассматривает тень от сгоревшей бумаги. Каждый берет чистый лист бумаги, комкает его, кладет на блюдо или на большую плоскую тарелку и поджигает. Когда лист сгорит или почти сгорит, с помощью свечи делается его отображение на стену. Внимательно рассматривая тени пытаются узнать будущее.
Гадание (на лай собаки) о возрасте жениха
После определенных действий участницы гадания прислушиваются к лаю собаки. «Хриплый» лай сулит старого жениха, а «звонкий» — молодого.
Гадание с кольцом на вызывание образа будущего жениха
В стакан с водой девушка бросает обручальное кольцо и вглядывается внутрь кольца, приговаривая слова: «Суженый мой, ряженый…».
Гадание с вызыванием сна про суженого.
Гадают в ночь с четверга на пятницу. Ложась спать, говорят: «Четверг со средой, вторник с понедельником, воскресенье с субботой. Пятница одна и я, молода, одна. Лежу я на Сионских горах, три ангела в головах: один видит. Другой скажет, третий судьбу укажет».
Гадают девушки если ложатся спать там где раньше не приходилось. Перед сном говорят: «На новом месте, приснись жених невесте». Во сне увидишь своего жениха
Гадание на картах
Перед сном кладут под подушку четырёх королей и говорят: «Кто мой суженый, кто мой ряженый, тот приснись мне во сне». Если приснится пиковый король — жених будет стариком и ревнивцем, король червонный означает молодого и богатого, крестовый — жди сватов от военного или бизнесмена, а бубновый — от желанного.
Гадание на воске
Растапливают воск в кружке, наливают молоко в блюдце и ставят у порога квартиры или дома. Произносятся следующие слова: «Домовой, хозяин мой, приди под порог попить молочка, поесть воска». С последними словами выливают в молоко растопленный воск. Затем внимательно наблюдают за происходящим. Если видится застывший крест, — то ждут в новом году какие-то болезни. Если крест только покажется, то в наступающем году ваши финансовые дела будут идти не слишком хорошо, а в личной жизни одолеют неприятности, но не слишком серьёзные. Если зацветет цветком — будет свадьба или встретится любимый. Если покажется зверь, надо быть осторожным: появится какой-то недруг. Если воск потечет полосками, предстоят дороги, переезды, а ляжет звёздочками — ожидает удача на службе, в учёбе. Если образуется человеческая фигурка, появится друг.
Оклик прохожих
Выходят в полночь на улицу и спрашивают имя у первого встречного. Именно так будут звать суженого, точно так он будет красив и богат.
Подслушивание
Забираются под окно соседей и, слушают. Если у них выяснение отношений с битьем посуды, можно ждать «веселого» года. Если в доме тишина — и у вас год будет гармоничным.
Гадание на яйце
Для гадания берут сырое яйцо, проделывают в нём маленькую дырочку и выливают содержимое в тёплую воду. Когда белок сворачивается и образует какую-либо фигуру, по форме которой, угадывают своё будущее. Вид церкви означает венчание, кольцо — обручение, куб — гроб, корабль — командировку (мужчине) или возвращение мужа из командировки (женщине). Если белок опустился на дно — быть в доме беде: пожару, смерти, девушке не выйти замуж.
Гадание на поленьях
Подходят к поленнице задом и на ощупь выбирают себе полено. Если оно ровное, гладкое, без сучков, супруг попадётся с идеальным характером. Если полено толстое и тяжелое — муж будет состоятельным. Если сучков много — в семье народится немало детей, а коли полено кривое — муж будет косой и хромой.
Гадание с вызыванием духов
Для гадания нужен лист бумаги формата А2 и фарфоровое блюдце. На бумаге начертить круг диаметром примерно 30 см и написать по линии вне круга все буквы алфавита, а в круге — цифры от 0 до 9. Отметить внутри круга центр и поставить на него блюдце, предварительно нарисовав на посудине стрелку. Трижды повторить: «Вызываю дух …Ты будешь с нами говорить? Скажи: Да или нет».
Блюдце должно ходить и стрелкой указывать на буквы и цифры. Нужно лишь успевать это читать.